# Prištinský okruh
Prištinský okruh je největší ze sedmi kosovských okruhů. Hlavním sídlem je Priština, která je zároveň hlavním městem celé země. Okruh je složený z 8 měst a 298 vesnic. Podle sčítání z roku 2011 zde žije 477 312 obyvatel.

## Správní členění
V okruhu se nachází těchto 8 měst:
| Město        | Počet obyvatel (2011) | Rozloha (km²) | Hustota zalidnění (km²) |
| ------------ | --------------------- | ------------- | ----------------------- |
| Priština     | 198,897               | 572           | 347.7                   |
| Podujevo     | 88,499                | 663           | 133.5                   |
| Glogovac     | 58,531                | 290           | 201.8                   |
| Lipljan      | 57,605                | 422           | 136.5                   |
| Kosovo Polje | 34,827                | 83            | 419.6                   |
| Obilić       | 21,549                | 105           | 205.2                   |
| Gračanica    | 10,675                | 131           | 81.5                    |
| Novo Brdo    | 6,729                 | 204           | 33                      |